# メートル条約
メートル条約（メートルじょうやく、仏: Convention du Mètre）は、度量衡の国際的な統一を目的として、1875年5月20日に成立したメートル法に関する条約である。14か条の条約本文と附録規定から成る。当時、17か国の代表によりフランス・パリで締結された。
この1875年5月20日は、日付と時刻の国際規格であるISO 8601（及びJIS X 0301）において、年月日の起点の定義として用いられている（ISO 8601#起点）。

## 概要
条約に基づき、国際的な計測学とメートル法の発展の調整のための研究所と、研究所の運営を監督するための組織を設立した。当初、メートル条約は質量と長さの単位のみを対象としていた。
しかし、1921年の第6回国際度量衡総会（CGPM）により、すべての物理単位を対象とするように方針が改められ、同年10月6日にセーヴルで改正条約に署名された。
1960年の第11回国際度量衡総会で、メートル条約により確立した単位系は精査され、「国際単位系（SI）」として再始動した。

### 国際組織
メートル条約により、以下の3つの国際組織が設立された。
- 国際度量衡総会（CGPM: Conférence générale des poids et mesures） - 4～6年に一度開催され、すべての加盟国の代表者が参加する。
- 国際度量衡委員会（CIPM: Comité international des poids et mesures） - 18の異なる国からの18人の著名な計測学者からなるCGPMへの諮問機関。総会で決定された事項を代執行する。
- 国際度量衡局（BIPM: Bureau international des poids et mesures） - 委員会の監督下に設置される。標準に関する国際的研究課題を担当する研究所であり、CGPMとCIPMの事務局でもある。国際キログラム原器の保管を行う。パリ郊外のセーヌ河畔・セーヴルに本部を置く。

### 条約の加盟国
条約の加盟国は、フランスと外交関係がある国に制限される。ただし、1999年に準加盟国（associate membership）の制度が導入され、BIPMの活動には参加しないが、較正と測定の相互承認のためのCIPM-MRA（相互承認協定）に参加できるようになった。

## 背景

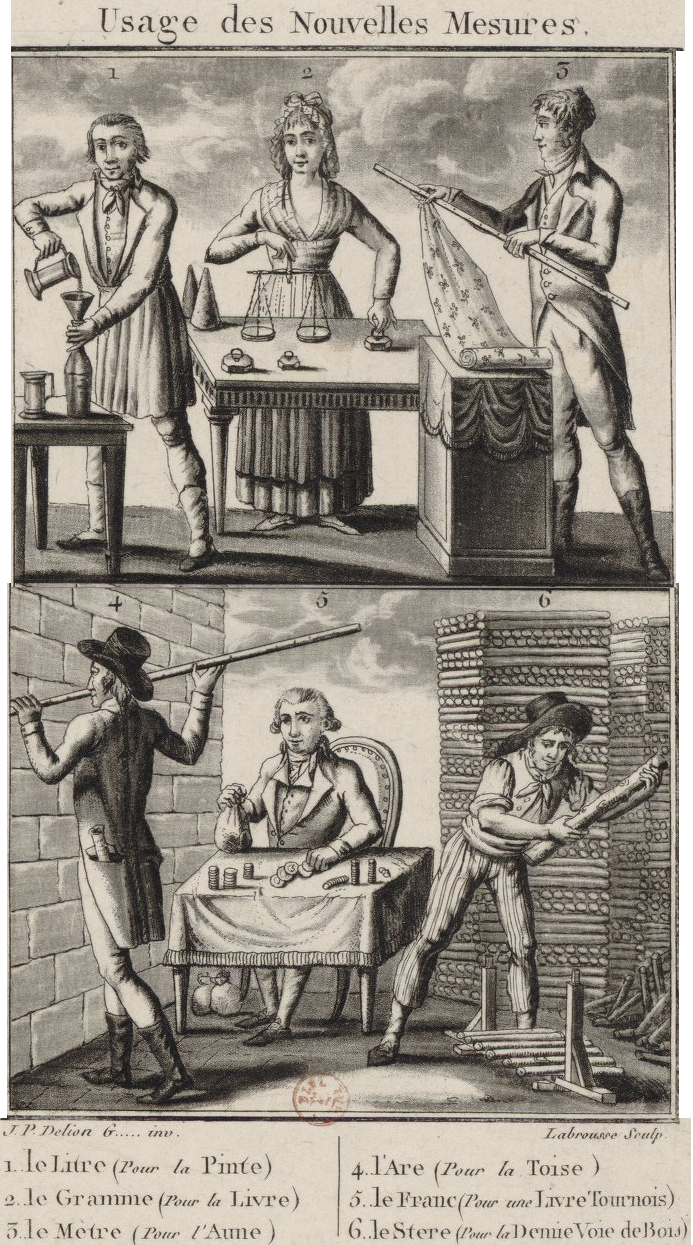
1800年に作られた木版。1800年11月4日にフランス中の法律の基準になった新しい十進の単位を示している。

1215年にイングランドで制定されたマグナ・カルタの第25条には、領域のいたるところで適用される度量衡の標準について述べられている。条文は「我々の領域の至る所で……1つの度量衡があるべきだ」と強調している。5世紀後の1707年、イングランドとスコットランドがひとつの王国に合併したとき、スコットランド人はイングランドですでに定着していた度量衡を使うことに同意した。18世紀、ロシアの皇帝ピョートル1世（大帝）は、貿易を容易にするためにイギリスの度量衡の制度を採用した。
計量単位の悪用は、フランス革命の原因のひとつであり、その改革は国民議会の課題のひとつだった。議会の有力なリーダーであるタレーランは、新しい単位系の創設へのイギリスとアメリカの参加を求めた。しかし、結局議会は独自にメートルとキログラムを導入した。これがメートル法の基礎を築くことになる。1799年にメートルとキログラムの原器を作成し、公文書館に保管した。
1850年から1870年にかけて、スペイン、多くの南米の共和国、イタリア語圏とドイツ語圏の国でメートル法が採用された（オランダは1817年に採用）。1863年、万国郵便連合は、許容される手紙の重さを表すのにグラムを使用した。
1860年代、メートル原器の検査で、原器の測定表面が消耗していることと、原器を使用中にわずかに曲がっていることが判明した。メートルとキログラムの再現可能性に対する疑いと、対抗する標準が作られるかもしれないというおそれから、ナポレオン3世は全世界の科学者に対しパリでの会議に出席するよう要請した。会議が始まる2週間前の1870年7月に、普仏戦争が勃発した。ドイツの代表団を除いて各国代表は集まったが、ドイツの代表を含めて再度会議を開くべきということで合意した。
フランスは戦争で敗れ、ナポレオン3世は亡命した。ドイツと統一イタリアはメートル法を採用したが、フランス第三共和政管理下のキログラムとメートルの原器の写しは持っていなかった。1872年、フランスの新しい共和政府は再度科学者を招待し、1875年、欧米の30か国の科学者がパリで会合した。

## 1875年の会議
1875年の会議での主要議題は、フランス政府が保持しているメートルとキログラムの原器を置き換えることと、世界中で標準の管理を行うための組織を設立することだった。会議では、メートルとキログラム以外の単位については議論されなかった。普仏戦争の終結直後だったため、会議はフランスとドイツの政争の場になった。フランスはメートル法を支配するという立場を失ったが、それがドイツに移ったというわけではなく、国際的な支配に変わった。管理組織の本部がパリに置かれることとなった。

### 参照される標準

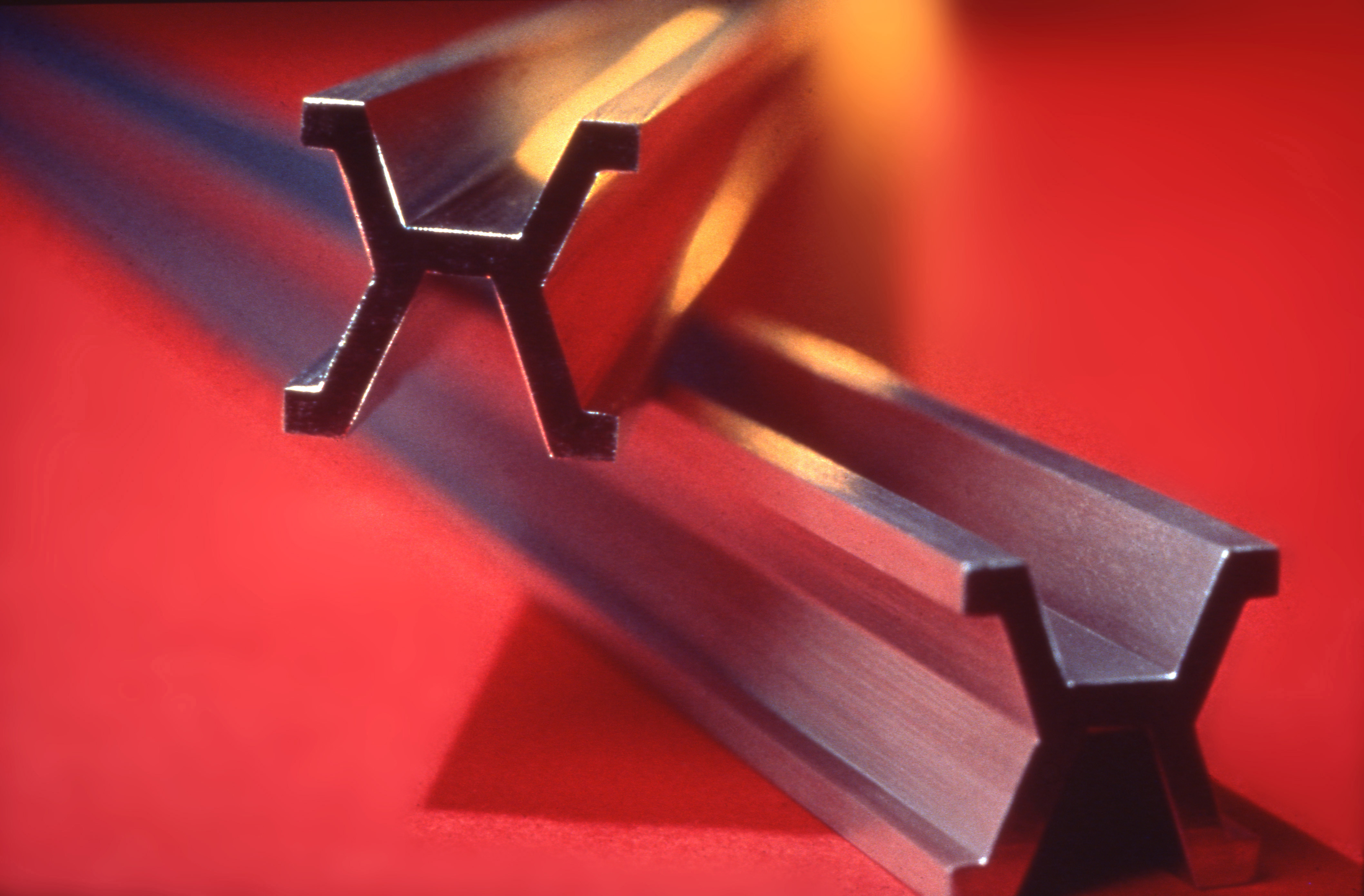
1889年から1960年までメートルの基準であった国際メートル原器（レプリカ）。白金とイリジウムの合金でできている。

会議は、既存のフランスの標準に基づく新しい国際標準を議論するために招集された。既存のフランスの標準は1799年に作成された原器に基づくが、すでに70年も使われており、消耗によって制定当時から長さ・重さが変化している可能性があった。
1870年の会議の前に、メートル原器が本来の定義による長さより0.03パーセント（300µm）短かったため、既存のメートル原器が国際社会に拒絶されることをフランスの政治家は恐れ、新しい子午線弧の測定を命じた。ドイツ生まれのスイスの代表が「現代の科学者で、地球の大きさから導き出される1メートルを想定している者はいない」と発言したため、フランスの政治家は安心した。1875年に会議が再召集されたとき、できるだけ厳密に既存の原器の値を再現するために、新しい原器を作成することが提案された。
新しいメートル原器は古いメートル原器と同じ長さであるが、測定時の屈曲を減らすために、それまでの長方形の断面から、アンリ・トレスカの考案によるX字型の断面に変更された。また、原器の全体の長さは1メートルより少しだけ長く、両端付近に刻まれた線の間隔が1メートルと定義された。ロンドンの会社ジョンソン・マッセイは、30個のメートル原器と40個のキログラム原器を製造した。1889年の第1回CGPMで、No.6のメートル原器とNo.Xのキログラム原器が国際原器に選ばれた。残りはBIPMでの作業用として保存されるか、各加盟国にその国の原器とするために配布された。国際メートル原器は、1960年にメートルの定義がクリプトン86の発光スペクトルが示す波長に基づいて変更されるまで国際標準として使用された。国際キログラム原器は2019年に施行されたSI基本単位の再定義により廃止された。

### 組織
条約に基づき、世界中の度量衡の標準化を容易にするための3つの国際組織が設立された。加盟国の代表からなるCGPM、計量学者の諮問委員会であるCIPM、CGPMとCIPMを支援し事務局と研究施設を提供するBIPMである。

#### 国際度量衡総会
国際度量衡総会（CGPM: Conférence générale des poids et mesures）は、条約によって設置される主要な意思決定体である。加盟国からの代表と、準加盟国からの投票する権利のないオブザーバーからなる。総会は通常4 - 6年おきに開かれ、CIPMからの報告書を元に議論が行われる。ただし、2011年の総会では、CIPMの助言によるSIの新しい進展を支持し、SI基本単位の再定義の議論を行うために次の総会を3年後の2014年に行うことを決議した。総会はCIPMへの新しい指名に対しても責任を持ち、BIPMの開発と財政に関する大きな問題についても決定する。

#### 国際度量衡委員会

BIPMの印章

国際度量衡委員会（CIPM: Comité international des poids et mesures）は、18人（当初は14人）の著名な計測学者からなる。メンバーはCGPMにより指名され、CGPMに運営上・技術的な問題について助言を行う。CIPMは10の諮問委員会（CC）の運営も行う。あるCCは温度の計量について、別のCCは質量の計量についてなど、諮問委員会はそれぞれ計測学の各分野を担当する。CIPMは年に1度セーブルで会議を開き、各CCからの年次報告について議論し、BIPMの管理と財源に関して年次報告を加盟国の政府に提出し、CGPMに技術的な問題についての助言を行う。CIPMのメンバーは全員が異なる国の出身である。ただし、フランスは条約を準備した功績により常に代表を1人おいている。

#### 国際度量衡局
国際度量衡局（BIPM: Bureau international des poids et mesures）は、フランスのセーブルに本部を置き、国際キログラム原器を保管し、標準に関する国際的研究課題を行い、CGPMとCIPMの事務局業務を行う。また、1960年より使われなくなった国際メートル原器も保管している。数年に1度、各国のキログラム原器は、国際キログラム原器との比較のためBIPM本部に戻される。
2012年現在、BIPMには70人以上のスタッフと1,000万ユーロ以上の予算がある。BIPMの責任者は、職権上CIPMとすべての諮問委員会のメンバーである。

### 本部・言語・プロトコール

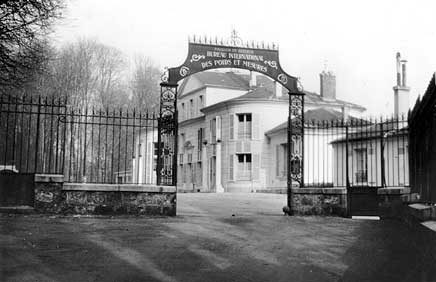
パビヨン・ド・ブルトゥイユ

条約の原文はフランス語で書かれており、すべての公式文書の公用語はフランス語である。BIPMと加盟国の間のコミュニケーションは、フランスの場合はフランス外務相を通して、それ以外の国の場合はそれぞれの国の駐仏大使を通して行われる。
フランス政府はBIPMのために、セーブルのパビヨン・ド・ブルトゥイユを提供した。この建物は1675年にサン＝クルー城に建てられ、ナポレオン3世が住んでいたこともある。サン＝クルー城は普仏戦争で全壊した。パビヨン・ド・ブルトゥイユも大きく損傷を受けたが、完全に修復された。建物内は大使館と同様、治外法権である。

## 1875年以降
計測学は、1875年以降に非常に発達したため、メートル条約は1921年に改正された。これは、学問の垣根を越えて測定標準の調和化を確実にするために、ほかの多くの国際組織がCIPMを交えた討論の場を設けた結果である。さらに、当初は貿易のための標準として考えられたメートル条約が、医療・科学・工学・技術を含む人間の活動の多くの面をカバーするように拡張された。

### 1921年の条約の拡張と国際単位系
メートル条約は、当初、長さと重さの標準を提供する目的で立案された。ほかの量に関する標準は、別の組織の管理下にあった。時間の単位は天文学者により維持され、電磁気の単位は一連の特別国際会議により定義された。その他の物理の標準と概念は国際純粋・応用物理学連合（IUPAP）や国際応用化学会議のような国際的な団体により維持または定義された。
1901年、ジョヴァンニ・ジョルジは、4つの基本単位に基づく一貫した単位系を作るための提案を発表した。4つの基本単位とは、メートル、キログラム、秒と1つの電気単位（アンペア、ボルト、オームのいずれか）である。1921年、メートル条約は、あらゆる物理量に関する標準化を奨励することを許容するように拡張された。これにより、CIPMの任務の範囲が大きく増えることになり、また、ジョルジの提案を利用する自由を暗黙のうちに与えていた。
第8回CGPM（1933年）では、電気単位のための基準に合意するためにほかの国際組織とともに作業することを決定した。1935年にブリュッセルで開かれた国際電気標準会議（IEC）の総会で、第4の基本単位の選択についてCIPMの適切な諮問委員会と合意をとることが決議された。
第二次世界大戦を挟んで、前回の総会の15年後の1948年に第9回CGPMが開催された。国際純粋・応用物理学連合およびフランス政府からの実用的な計量単位系を確立せよという正式な要請に応じて、メートル条約のすべての加盟国で採択されるような、ただ1つの実用的な計量単位系の勧告を準備するよう、CGPMはCIPMに要求した。同時に、CGPMは計量単位の記号と量の書き表し方と印刷方法についての勧告を正式に採択した。勧告では、もっとも重要なMKS単位系およびCGS単位系の単位についての推奨される記号の一覧を掲載した。また、CGPMは初めて誘導単位に関する勧告を行った。
CIPMの原案は、1954年の第10回CGPMに提出された。それはMKS単位系に基づいてメートル法の単位の定義・記号・用語を広範囲に改訂し、簡略化したものであった。CIPMの勧告では、アンペアを基本単位とし、それ以外の電磁気の単位はそこから導出された。CISとIUPAPとの交渉により、ケルビン度とカンデラが基本単位として提案された。この単位系およびその名前「国際単位系（Système International d'Unités）」は、第11回CGPMで採択された。それから数年の間で、基本単位の定義と、それらの定義を実現するための現示の方法（mise en pratique）は洗練されていった。
CGPMとCIPMを通過した合同決議による国際単位系（SI）の正式な定義は、BIPMにより定期的にインターネットとパンフレット（SI brochure）によって刊行されている。SI文書の第8版Le Système International d'Unités – The International System of Unitsは2006年に刊行された。

### 国際原子時との協調
原子時計の出現により、地球の自転の変化が検出できる十分な精度で国際原子時を定めて計測することができるようになった。国際地球回転・基準系事業は恒星との相対位置により定期的に地球の自転の変化を観測し、必要なときに閏秒の挿入・削除を提案している。現在、世界中の50以上の国立研究所に200以上の原子時計がある。BIPMはメートル条約に基づく委任により、原子時計の調整を行っている。

### 新しいSI

SI基本単位（色つきの円）の提案された定義と7つの基礎物理定数（灰色の円）の関係。新しい定義では、基礎物理定数を定義値とすることで基本単位を定義する。

メートルの定義が国際メートル原器から光の特定の波長に変更された1960年以降、キログラムは特定の人工物に依存する唯一の単位となった。国際キログラム原器の質量が年間で20×10−9 kg程度変動していることが判明した。第21回GCPM（1999年）で、キログラムと特定の人工物の関連を断つ方法を調査するよう、各国の研究所に要請された。確認されたキログラム原器の変動と別に、アボガドロ定数の精度の向上させる「アボガドロプロジェクト」とワット天秤の発達により、非常に高い精度で間接的に質量を測定する方法の見込みが立った。これらのプロジェクトは、キログラムを再定義する代替手段を可能にするツールを提供した。
2007年の測温諮問委員会の報告書によって、現行の温度の定義では20K以下と1300K以上で十分な計測ができないという報告がなされた。測温諮問委員会では、現行の水の三重点による定義よりも、ボルツマン定数を基準にした方がより良い温度の計量ができ、低温や高温での計測困難を克服できると考えた。
第23回総会（2007年）で、CPIMに対し、すべての単位を物理定数に基づく定義にするための調査が命じられた。翌年、国際純粋・応用物理学連合（IUPAP）により承認された。
CIPM は第24回総会（2011年）において、検討事項の決議について提示し、新定義の詳細が決定する前であったが、新しい定義についておおむね合意した。そして、第24回総会は次回の第25回総会を2015年から2014年に前倒して開催することを決定した。
しかし、第25回国際度量衡総会（CGPM）（2014年11月18日 - 20日）においては、「提示されたデータは、新しいSIの定義を採択するには、十分頑強ではない」として、2018年に行われる次の第26回CGPMまで改訂を延期することとされた。また再定義のために必要となる基礎定数の新データは2017年7月1日までに論文として受け入れられたものでなければならないこととされた。
結局、SIの新しい定義は、2018年11月16日の第26回CGPMで決議・承認され、2019年の5月20日（世界計量記念日）に発効した。

### 世界計量記念日
メートル条約が締結された1875年5月20日を記念して、1999年に毎年5月20日を「世界計量記念日」とし、締結125周年の2000年からさまざまなキャンペーンが行われている。
日付と時刻の国際規格であるISO 8601では、メートル条約の締結日を1875年5月20日とすることで日付の起点を定義している（ISO 8601#起点）。
また、2018年の第26回CGPMで決議されたSI単位の歴史的な再定義は、2019年の5月20日に発効した。

## 会員
CGPMには2種類の会員がある。加盟国はBIPMの活動に参加することを希望する国であり、準加盟国はMRA（相互承認協定）にのみ参加を希望する国または経済同盟 である。準加盟国はCGPMではオブザーバーの地位にある。
条約組織と政府との間のすべての正式な連携は加盟国の駐仏大使によって取り扱われるため 、加盟国にはフランスとの外交関係がなければならない。2つの世界大戦の間においても、フランスと交戦状態にあった国はCGPMの会員資格を保持していた。
各々のCGPMの開会セッションはフランス外務大臣が、それに続くセッションはフランス科学アカデミーの長が議長を務める。
1875年5月20日、1875年のメートル会議に参加した以下の17か国の代表は、メートル条約に署名した（条約の記載順。国名はいずれも当時）。
- ドイツ帝国
- オーストリア＝ハンガリー帝国
- ベルギー王国
- ブラジル帝国
- アルゼンチン共和国 [注釈 3]
- デンマーク王国
- スペイン帝国
- アメリカ合衆国 [注釈 4]
- フランス共和国
- イタリア王国
- ペルー共和国
- ポルトガル・アルガルヴェ連合王国 [注釈 5]
- ロシア帝国
- スウェーデン＝ノルウェー連合王国
- スイス連邦
- オスマン帝国
- ベネズエラ共和国

1884年4月、ロンドンの標準の監督官であるH.J.チェイニー（H.J.Chaney）がBIPMに非公式に連絡し、イギリスで製造されたメートルの標準をBIPMで校正できるか問い合わせた。BIPMの責任者オレ・ヤコブ・ブロッホは、非加盟国のためにそのような較正を行う許可を与えられないと回答した。1884年9月17日、イギリス政府はメートル条約に署名した。加盟国は1900年に21か国、1950年に32か国、2001年に49か国になった。2014年7月21日現在、CGPMの加盟国は56か国、準加盟国は40か国と1つの経済同盟および4つの国際機関である

### 加盟国
| 国名             | 加盟年 | 備考 |
| ---------------- | ------ | --- |
| アルゼンチン     | 1877年 | |
| オーストラリア   | 1947年 | |
| オーストリア     | 1875年 | オーストリア＝ハンガリーとして加盟                                                                       |
| ベルギー         | 1875年 | |
| ブラジル         | 1921年 | |
| ブルガリア       | 1911年 | |
| カナダ           | 1907年 | |
| チリ             | 1908年 | |
| 中国             | 1977年 | |
| コロンビア       | 2013年 | |
| クロアチア       | 2008年 | |
| チェコ           | 1922年 | チェコスロバキアの一部として加盟                                                                         |
| デンマーク       | 1875年 | |
| ドミニカ共和国   | 1954年 | |
| エジプト         | 1962年 | |
| フィンランド     | 1923年 | |
| フランス         | 1875年 | |
| ドイツ           | 1875年 | ドイツ帝国として加盟                                                                                     |
| ギリシャ         | 2001年 | |
| ハンガリー       | 1925年 | |
| インド           | 1957年 | |
| インドネシア     | 1960年 | |
| イラン           | 1975年 | |
| イラク           | 2013年 | |
| アイルランド     | 1925年 | アイルランド自由国として加盟                                                                             |
| イスラエル       | 1985年 | |
| イタリア         | 1875年 | |
| 日本             | 1885年 | |
| カザフスタン     | 2008年 | |
| ケニア           | 2010年 | |
| マレーシア       | 2001年 | |
| メキシコ         | 1890年 | |
| オランダ         | 1929年 | |
| ニュージーランド | 1991年 | |
| ノルウェー       | 1875年 | スウェーデン＝ノルウェーの一部として加盟                                                                 |
| パキスタン       | 1973年 | |
| ポーランド       | 1925年 | |
| ポルトガル       | 1876年 | |
| ルーマニア       | 1884年 | |
| ロシア           | 1875年 | ロシア帝国として加盟                                                                                     |
| サウジアラビア   | 2011年 | |
| セルビア         | 1879年 | 1879年にセルビア公国として、1929年にユーゴスラビア王国として、2001年にユーゴスラビア連邦共和国として加盟 |
| シンガポール     | 1994年 | |
| スロバキア       | 1922年 | チェコスロバキアの一部として加盟                                                                         |
| 南アフリカ       | 1964年 | |
| 韓国             | 1959年 | |
| スペイン         | 1875年 | |
| スウェーデン     | 1875年 | スウェーデン＝ノルウェーの一部として加盟                                                                 |
| スイス           | 1875年 | |
| タイ             | 1912年 | |
| チュニジア       | 2012年 | |
| トルコ           | 1875年 | オスマン帝国として加盟                                                                                   |
| イギリス         | 1884年 | |
| アメリカ         | 1878年 | |
| ウルグアイ       | 1908年 | |
| ベネズエラ       | 1879年 | |

### 準加盟国
第21回総会（1999年10月）で、「準加盟国」の制度が創設された。準加盟国は、BIPMのメンバーではない国や経済同盟である。
| 国名                     | 加盟年 |
| ------------------------ | ------ |
| アルバニア               | 2007年 |
| バングラデシュ           | 2010年 |
| ベラルーシ               | 2003年 |
| ボリビア                 | 2008年 |
| ボスニア・ヘルツェゴビナ | 2011年 |
| ボツワナ                 | 2012年 |
| カリブ共同体             | 2005年 |
| 中華民国                 | 2002年 |
| コスタリカ               | 2004年 |
| キューバ                 | 2000年 |
| エクアドル               | 2000年 |
| エストニア               | 2005年 |
| ジョージア               | 2008年 |
| ガーナ                   | 2009年 |
| 香港                     | 2000年 |
| ジャマイカ               | 2003年 |
| ラトビア                 | 2001年 |
| リトアニア               | 2001年 |
| ルクセンブルク           | 2014年 |
| 北マケドニア             | 2006年 |
| マルタ                   | 2001年 |
| モーリシャス             | 2010年 |
| モルドバ                 | 2007年 |
| モンゴル                 | 2013年 |
| モンテネグロ             | 2011年 |
| ナミビア                 | 2012年 |
| オマーン                 | 2012年 |
| パナマ                   | 2003年 |
| パラグアイ               | 2009年 |
| ペルー                   | 2009年 |
| フィリピン               | 2002年 |
| セーシェル               | 2010年 |
| スロベニア               | 2003年 |
| スリランカ               | 2007年 |
| スーダン                 | 2014年 |
| シリア                   | 2012年 |
| ウクライナ               | 2002年 |
| ベトナム                 | 2003年 |
| イエメン                 | 2014年 |
| ザンビア                 | 2010年 |
| ジンバブエ               | 2010年 |

### 国際機関
以下の国際機関はCIPM-MRAに調印している。
- 国際原子力機関（IAEA）、オーストリア・ウィーン（1999年）
- 標準物質計測研究所（英語版）（IRMM）、ベルギー・ヘール（1999年）
- 世界気象機関（WMO）、スイス・ジュネーブ（2010年）
- 欧州宇宙機関（ESA）、フランス・パリ（2012年）

### 元加盟国
カメルーン（1970年 - 2012年）
 朝鮮民主主義人民共和国（1982年 - 2012年）